# Harald Wurm
Harald Wurm (* 8. September 1984 in Schwaz) ist ein ehemaliger österreichischer Skilangläufer. Er startete für den WSV Vomp. Bis zum 13. Dezember 2019 war er wegen Dopings gesperrt.

## Biografie
Wurm, der von Beruf Zollbeamter ist und in Vomp lebt, gab sein internationales Debüt im Skilanglauf-Continental-Cup im Februar 2002 in Folgaria. Bereits am 19. Dezember 2002 feierte er sein Debüt im Skilanglauf-Weltcup. Dabei landete er in Linz beim Sprintrennen auf dem 70. Platz. Bei den Nordischen Junioren-Skiweltmeisterschaften 2003 in Sollefteå lief Wurm auf Rang 15 im Sprint. Ein Jahr später, nach einigen durchwachsenen Ergebnissen bei FIS-Rennen und im Continentalcup, startete er bei den Nordischen Junioren-Skiweltmeisterschaften 2004 in Stryn und verpasste im Sprint als Fünfter nur knapp eine Medaille. Im März erreichte er in Pragelato erneut die Qualifikation für einen Weltcup, landete als 63. erneut weit hinter den Punkterängen.
Im Januar 2005 gelang Wurm in Nové Město na Moravě erstmals bei einem Sprint-Weltcup mit dem achten Rang eine Platzierung in den Punkterängen. Trotz dieses Erfolges ging er für die nächsten Monate zurück in den Alpencup. Erst im März kam er in Göteborg erneut zu einem Einsatz im Weltcup, verpasste aber die Punkteränge als 34.
Bei den Österreichischen Meisterschaften 2005 in Bad Gastein erreichte er im Sprint den neunten Rang. Zu Beginn der Saison 2005/06 lief Wurm in Düsseldorf erneut in die Punkteränge. Bei den U23-Weltmeisterschaften 2006 in Kranj gewann er Gold im Sprint. Nur wenige Tage nach diesem Erfolg kam er in Davos erneut im Weltcup zum Einsatz und erreichte dabei als 17. deutlich die Punkteränge.
Mit den gewonnenen Weltcup-Punkten erreichte Wurm die Qualifikation für die Olympischen Winterspiele 2006 in Turin. Dort schied er im Viertelfinale der Sprintwettbewerbe aus und erreichte am Ende Rang 24. In den folgenden Monaten gelangen ihm keine vorderen Platzierungen. Trotzdem startete er in Sapporo bei den Nordischen Skiweltmeisterschaften 2007. Jedoch kam er erneut nicht über die Vorläufe hinaus und belegte am Ende Platz 40 im Sprint.
Bei der Tour de Ski 2007/08 konnte er sich erneut nicht wesentlich verbessern und belegte am Ende nur Rang 58 der Gesamtwertung. Wenig später konnte er als 15. in Canmore wieder einen Punkterfolg feiern. Jedoch blieb es der einzige Punktegewinn für Wurm bis zum Beginn der Saison 2008/09, bei der er in Düsseldorf wieder in die Punkteränge lief. Die Tour de Ski 2008/09 beendete er nach einer leichten Steigerung zum Vorjahr auf Platz 54 der Tour-Gesamtwertung.
Bei den Nordischen Skiweltmeisterschaften 2009 in Liberec verpasste er erneut deutlich das Finale und lag im Sprintwettbewerb auf Rang 54. Im Januar 2010 gelang es Wurm schließlich nach einem durchwachsenen Jahr im Alpencup, Slavic-Cup und bei FIS-Rennen, als 23. beim Sprint-Weltcup in Oslo wieder einen Punkterfolg zu feiern. Wenig später gewann er in Obertilliach bei den Österreichischen Meisterschaften 2010 die Bronzemedaille im Sprint. Im Massenstart über 30 km wurde er Neunter.
Zu Beginn der Saison 2010/11 verpasste Wurm als Vierter im Teamsprint von Düsseldorf seinen ersten Podestrang nur knapp. Trotz dieses Erfolgs und einem Einzel-Punkteerfolg in Davos wechselte Wurm erneut in den Alpencup. Bei den Weltmeisterschaften 2011 im norwegischen Oslo verpasste er als 53. die Finalläufe. Bei den Österreichischen Meisterschaften 2011 in Sankt Jakob im Rosental gewann er erneut Bronze im Sprint. In der Folge konnte er sich nur selten für die Finaldurchläufe bei Weltcups qualifizieren. Nach zwei Top-10-Platzierungen achter Platz beim Sprint-Weltcup in Canmore im Dezember 2012 und einen zehnten Platz beim Sprint-Weltcup in Sotschi im Februar 2013 gelang ihm die Qualifikation für die Nordischen Skiweltmeisterschaften 2013 im Val di Fiemme. Dort gelang ihm im Teamsprint zusammen mit Bernhard Tritscher der siebente Rang.
Nachdem er im Januar 2014 in Szklarska Poręba wieder in die Punkteränge lief, erreichte er die Qualifikationsnorm für die Olympischen Winterspiele 2014 in Sotschi. Dort schied er im Einzelsprint nach guten Leistungen in den Vorläufen im Viertelfinale aus und erreichte am Ende Rang 23.
Bei den Weltmeisterschaften 2015 im schwedischen Falun wurde er im Teamsprint Zwölfter. Im September 2015 kam es zu polizeilichen Ermittlungen gegen Wurm wegen Dopingverdachts. Im November wurde er vom ÖSV suspendiert. Vor dem Innsbrucker Landesgericht gab er im Februar 2016 die Verwendung von verbotenen Mitteln zu und wurde wegen Sportbetrug zu einer Geldstrafe verurteilt. Von der Österreichischen Anti-Doping Rechtskommission wurde Wurm rückwirkend zum 13. Dezember 2015 für vier Jahre gesperrt.
Wurm ist verheiratet und hat zwei Söhne.

## Erfolge

### Weltcup-Statistik
Die Tabelle zeigt die erreichten Platzierungen im Einzelnen.
- 1.–3. Platz: Anzahl der Podiumsplatzierungen
- Top 10: Anzahl der Platzierungen unter den ersten zehn
- Punkteränge: Anzahl der Platzierungen innerhalb der Punkteränge
- Starts: Anzahl gelaufener Rennen in der jeweiligen Disziplin
- Hinweis: Bei den Distanzrennen erfolgt die Einordnung gemäß FIS.

| Platzierung         | Distanzrennen a | Distanzrennen a | Distanzrennen a | Distanzrennen a | Distanzrennen a | Skiathlon Verfolgung | Sprint | Etappen- rennen b | Gesamt | Team c | Team c  |
| Platzierung         | ≤ 5 km          | ≤ 10 km         | ≤ 15 km         | ≤ 30 km         | > 30 km         | Skiathlon Verfolgung | Sprint | Etappen- rennen b | Gesamt | Sprint | Staffel |
| ------------------- | --------------- | --------------- | --------------- | --------------- | --------------- | -------------------- | ------ | ----------------- | ------ | ------ | ------- |
| 1. Platz            |                 |                 |                 |                 |                 |                      |        |                   |        |        |         |
| 2. Platz            |                 |                 |                 |                 |                 |                      |        |                   |        |        |         |
| 3. Platz            |                 |                 |                 |                 |                 |                      |        |                   |        |        |         |
| Top 10              |                 |                 |                 |                 |                 |                      | 4      |                   | 4      | 2      |         |
| Punkteränge         |                 |                 |                 |                 |                 |                      | 21     |                   | 21     | 10     |         |
| Starts              | 5               | 2               | 4               | 1               |                 | 7                    | 57     | 2                 | 78     | 11     |         |
| Stand: Karriereende |                 |                 |                 |                 |                 |                      |        |                   |        |        |         |